# Cacopedia
La Cacopedia es una "disciplina" inventada humorísticamente (aunque «continuando una tradición cómica probablemente iniciada por Rabelais y seguida por Queneau») por Umberto Eco, es «la ciencia de aquellas soluciones que, si uno no se apresura en imaginarlas por maldad o malicia, serán rápidamente imaginadas por otro, seriamente y sin malicia», «el nombre viene de kakós que quiere decir feo y malo: es un ejemplo de educación malvada».

Cualquier pensador crítico si es lo suficientemente valiente acaba escribiendo una cacopedia. La obra de Kant es una cacopedia en relación al pensamiento que la precede, y no es casualidad que autores de grandes cacopedias hayan acabado en la hoguera, como Giordano Bruno, o bajo arresto domiciliario como Galileo
Umberto Eco

Eco narra la génesis en su Segundo Diario Mínimo (Bompiani, 1992) y la describe como la «suma negativa del saber, o como la suma del saber negativo». Una primera serie de "voces" fue publicada en Alfabeta (suppl.) 38-39, 1982 y su El Caballo de Troya, 3, 1982.
Es notoria su similitud con la definición de la Patafísica de Jarry: «ciencia de las soluciones imaginarias», constituida exclusivamente de expeciones a la regla.

## Criterios "Cacopédicos"
Eco precisó que: "Los criterios para la formulación de una voz cacopédica eran: 
1. partir de un título que represente un derrocamiento posiblemente simétrico de una voz de una enciclopedia normal (por ejemplo el Anopticon);
2. deducir paralogísticamente conclusiones equivocadas a partir de una premisa exacta o deducir silogísticamente conclusiones incontrovertibles a partir de una premisa equivocada;
3. las voces al fin y al cabo deben formar un sistema, o mejor un antisistema, entre ellas;
4. las voces deben servir, chantajeantemente y terrorísticamente, para prevenir avances científicos serios, o para impedir que alguien desarrolle un tema cacopédico con éxito, proponiéndolo así como fiable".

La Cacopedia no ha pasado jamás del estado embrionario en cuanto que, por consecuencia lógica de su misma definición, los cacopedistas, en lugar de escribir las varias voces, deben destruir aquellas que ya existen.

## Ejemplos
A continuación de la Nota, Eco cita algunos ejemplos de "estudios" Cacopédicos:
- Angelo Fabbri: Teoría de las Anástrofes. Se describen con rigor matemático la Anástrofe, el salchichón, el preservativo, los macarrones, etc.
- Massimo Piattelli-Palmarini: Cuando la rima de guardería habla de la genética. Genética del mochuelo.
- Renato Giovagnoli: Gramática Abortiva. Algoritmo chomskiano. Acto de producir cuerdas de silencio.

Otras contribuciones son:
- Teoría de los Peace Games, mucho más difíciles que los War Games dado que para alcanzar la victoria se debe empatar.
- Cerología, cálculo lógico completo basado en el cero. Pero con reglas para sumar, restar, multiplicar, dividir y así sucesivamente.
- Consecuencias jurídicas del "Habeas animam"
- Deficiencia Artificial
- Código de Procedimiento Incivilizado

## El "Proyecto para una Facultad de Irrelevancia Comparada"
De excepcional valor cacopédico, es el "Proyecto para una Facultad de Irrelevancia Comparada", dividido en cuatro Departamentos que son:
1. Oximórica
2. Adynata (o Imposibilia)
3. Bizantínica
4. Tetrapiloctomía

A continuación algunas de las materias (para el elenco completo consulten el texto citado).

### Oximórica
- Enología musulmana
- Instituciones de revolución
- Lenguas franco-germánicas
- Lenguas uralo-melanesias
- Lengua ugro-romance
- Hidrografía selenítica
- Dinámica Parmenídea
- Estática Heraclítea
- Oceanografía tibetana
- Microscopía sideral
- Oftalmología gástrica
- Espartánica sibarítica
- Gramática de la perversidad
- Instituciones de aristocracia de la masa
- Instituciones de oligarquía popular
- Historia de las tradiciones innovativas
- Elementos de senilidad de los momentos aurorales
- Dialéctica tautológica
- Erística booleana

### Adynata (oImposibilia)
- Fortuna de la lengua etrusca en el Medioevo
- Historia de los Estados Unidos en la época helenística
- Literatura sumeria contemporánea
- Hípica azteca
- Urbanística Gitana
- Filatelia asirio-babilónica
- Terapia de la aerofagia del colgamiento
- Morfemática del Morse
- Historia de la Agricultura Antártica
- Historia de la Pintura en la Isla de Pascua
- Instituciones de Docimología Montesoriana
- Tecnología de la Rueda en los Imperios Precolombinos
- Fonética del cine mudo
- Iconología del Braille
- Psicología de masas en el Sahara

### Bizantiníca
- Semafórica del trivium y del quadrivium
- Teoría de separados (complemento de la teoría de conjuntos)
- Cálculo ínfimo (complemento del cálculo sublime)
- Cálculo molido (complemento del cálculo integral)
- Geografía de la Ciudad del Vaticano
- Historia de las colonias del Principado de Mónaco

### Tetrapiloctomia
- Pociosección - (arte de recortar el caldo)
- Hidrogramatología - (técnica de la escritura sobre superficies mojadas)
- Pilocatabasia - (arte de escaparse por los pelos)
- Sodomocinésica - (rítmica de la penetración a posteriori)
- Escleropatomitencia - (arte de matar a un muerto)
- Avúnculogratulación Mecánica- (materia que enseña a construir máquinas para saludar a las tías)

Finalmente, parece necesario mencionar que la Tetrapiloctomía no es otra cosa que "el arte de cortar el cabello en cuatro".
Es interesante notar que Umberto Eco ha utilizado el "Departamento de Tetrapiloctomía en su novela El Péndulo de Foucault